# Bobina (poligrafia)
Bobina – bardzo wąski zwój, wstęga papieru (lub innego materiału) zwinięta w rolę o maksymalnej szerokości równej 1/4 średnicy. Może być na tulei.
Na bobinę jest nawijany papier np. do druku biletów, produkcji papierosów i kątowników tekturowych. Często nawijane na bobinę są nieuformowane druki, np. do późniejszego zrobienia z nich opakowań, lub zawierające etykiety do naklejenia na opakowania.